# Jakob Heins
Jakob Heins (* 10. Juli 2004) ist ein deutscher Floorballnationalspieler.

## Karriere
Seine Karriere begann Jakob Heins bei der SG Kölln-Reisiek. Im Jahr 2017 wechselte Heins zu Blau Weiß 96 Schenefeld. Nach einem Jahr in der Jugendmannschaft debütierte der damals 14-Jährige in der Bundesligamannschaft von Schenefeld. Zur Saison 2020/21 wechselte Heins zum schwedischen Verein Pixbo Wallenstam und wurde in deren Jugendakademie weiter ausgebildet. In der Saison 2021/2022 wurde er mit Pixbos Jugendmannschaft der bis 18-jährigen schwedischer Meister und erzielte drei Tore im Finale. Im September 2022 debütierte er in der Svenska Superligan.

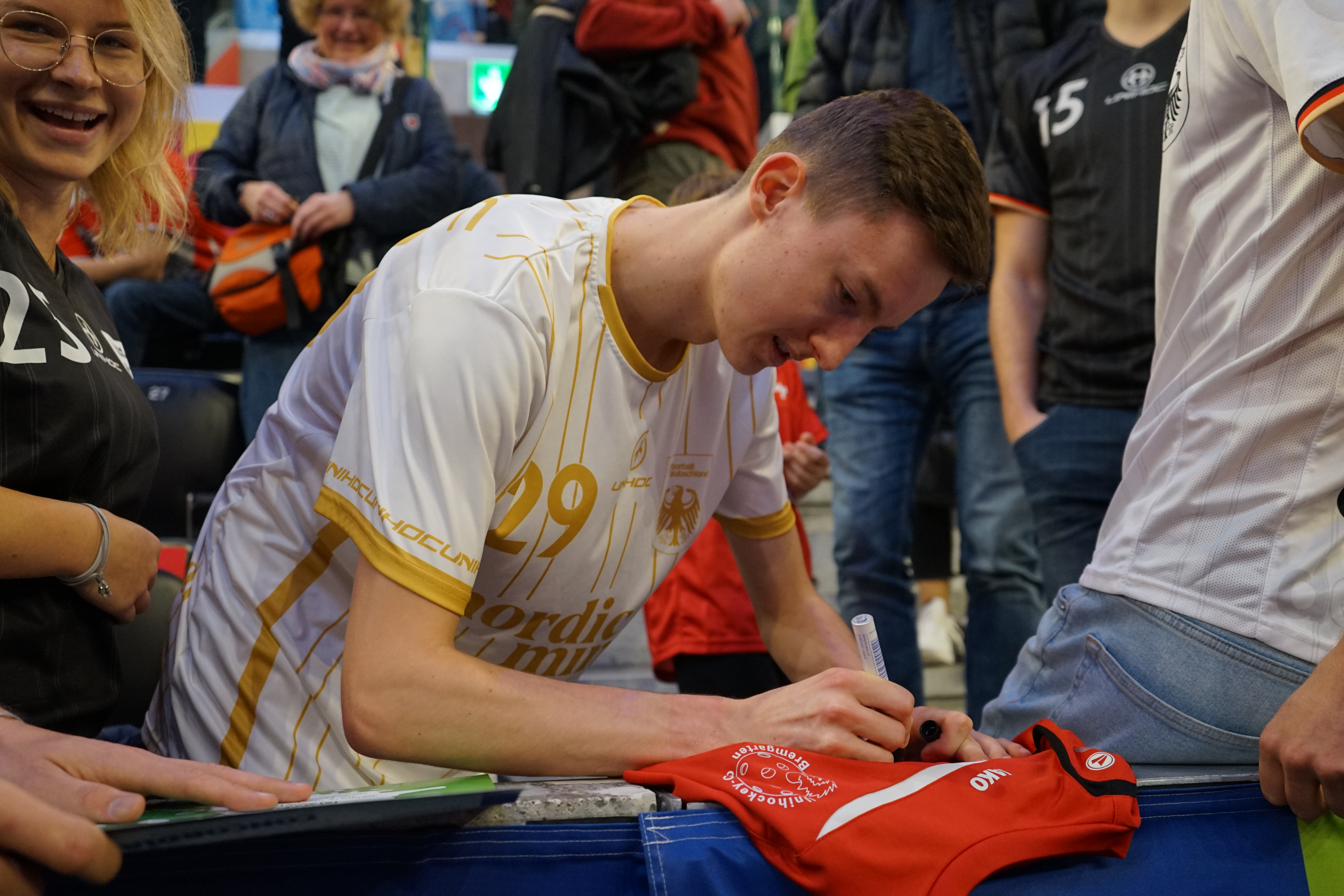
Heins im Dress der deutschen Nationalmannschaft

Jakob Heins spielt für die deutsche Floorballnationalmannschaft. Bei seiner ersten Herren-WM 2022 in Zürich/Winterthur wurde Heins Topscorer der deutschen Nationalmannschaft. Ebenso bei seiner 2. WM in Malmö, wo er mit neun Scorerpunkten (6 Tore + 3 Vorlagen) insgesamt 13. wurde. Dadurch rückt Heins bereits mit 20 Jahren in die Top 10 der deutschen WM-Scorer allerzeiten.
Mit seinem Verein Pixbo IBK gewann er 2025 den europäischen Club-Wettbewerb Champions Cup, der unter den Meister und Pokalsiegern der vier Top-Floorball-Nationen ausgespielt wird.